# Piletocera wollastoni
Piletocera wollastoni là một loài bướm đêm trong họ Crambidae.